# لاکهید لیتل دیپر
لاکهید لیتل دیپر (به انگلیسی: Lockheed Little Dipper) یک هواگرد ساختِ کارخانهٔ لاکهید کورپوریشن در کشور ایالات متحده آمریکا است . این هواگرد برای نخستین بار در ۱ اوت ۱۹۴۴ میلادی مورد استفاده قرار گرفت.